# Boninohydnum
Boninohydnum is een monotypisch geslacht van schimmels behorend tot de familie Coniophoraceae. Het geslacht bestaat volgens de Index Fungorum enkel uit de soort Boninohydnum pini. 